# Мосьциська (Бжезінський повіт)
Мосьциська (пол. Mościska) — село в Польщі, у гміні Єжув Бжезінського повіту Лодзинського воєводства.
Населення — 78 осіб (2011).
У 1975-1998 роках село належало до Скерневицького воєводства.

## Демографія
Демографічна структура станом на 31 березня 2011 року:
|          | Загалом | Допрацездатний вік | Працездатний вік | Постпрацездатний вік |
| -------- | ------- | ------------------ | ---------------- | -------------------- |
| Чоловіки | 43      | 17                 | 22               | 4                    |
| Жінки    | 35      | 6                  | 20               | 9                    |
| Разом    | 78      | 23                 | 42               | 13                   |